# Regayyim
Regayyim é um filme de drama israelita de 1979 dirigido e escrito por Michal Bat-Adam. Foi selecionado como representante de Israel à edição do Oscar 1980, organizada pela Academia de Artes e Ciências Cinematográficas.

## Elenco
- Michal Bat-Adam - Yola
- Dahn Ben Amotz - arquiteto
- Brigitte Catillon - Anne
- Assi Dayan - Avi
- Eliram Dekel - Roni
- Goldie Heller